# Dovzsana
A Dovzsana (más néven Dovzsina, Hosszú-patak, ukránul: Довжина [Dovzsina]) patak Kárpátalján, a Fekete-Tisza bal oldali mellékvize. Hossza 10 km, vízgyűjtő területe 39,2 km². Esése 50 ‰.
Feketetisza közelében ömlik a Fekete-Tiszába.